# Friedrich von Dungern
Friedrich Heinrich Freiherr von Dungern (* 2. Februar 1765 in Bergzabern; † 15. April 1858 in Weilburg) war ein Offizier, Oberstallmeister, Geheimer Regierungsrat und Abgeordneter.

## Familie
Von Dungern war der Sohn des Oberamtmanns in Bergzabern und späteren Hofmarschalls Carl Philipp von Dungern (1732–1783) und dessen Ehefrau
Sophia Franziska geborene Wurmser von Vendenheim (1734–1784). Er war evangelisch und heiratete am 26. August 1790 in Kirchheimbolanden Wilhelmine Luise Lesch von Mühlheim (* 10. Mai 1771 in Kirchheimbolanden; † 12. Januar 1846 in Weilburg), die Tochter des Georg Moritz Lesch von Mühlheim (1729–1808), auf Krofdorf, und der Eleonore Wilhelmine Röder von Diersburg (1749–1808). Aus der Ehe ging der Sohn Emil August von Dungern (1802–1862) hervor. Die Tochter Auguste (1801–1865) heiratete den Herzoglich-Nassauischen Generallieutenant Friedrich Freiherr von Preen, die Tochter Henriette heiratete den Herzoglich-Nassauischen Generallieutenant August Freiherr von Kruse. Die Tochter Dorothea (* 1807) wurde Hofdame der Prinzessin Luise von Nassau-Usingen in Preußen, der Sohn Wilhelm von Dungern (1809–1874) Landtagsabgeordneter. Eine weitere Tochter Johanna Catharina (* 1811) heiratete den Geheimrat und Landtagsabgeordneten Joseph Freiherr von Syberg zu Sümmern (1800–1871).

## Leben
Von Dungern verlebte seine Kindheit in Biebrich am Rhein und in Lahr, wo sein Vater Oberamtmann war. Von 1778 bis 1780 besuchte er die Militärschule in Colmar und wurde 1781 zunächst Fähnrich in holländischen Diensten. 1781 wechselte er als Unter-Lieutnant in das Nassau-Weilburgische Kreis-Grenadier-Regiment, wo er 1787 zum Oberleutnant befördert wurde.

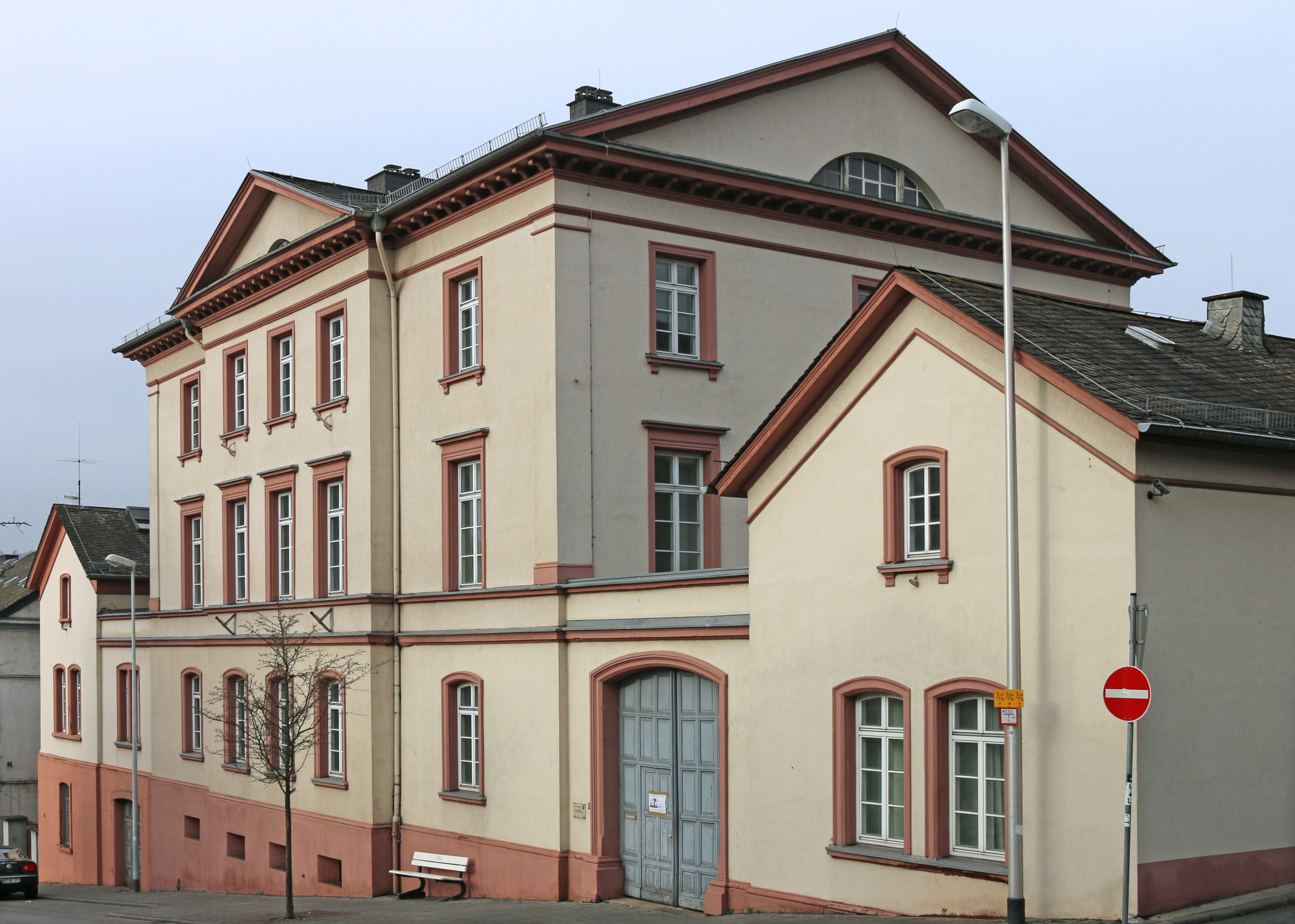
Das „Palais von Dungern“ in Weilburg

Ab 1788 war er Nassau-Weilburgischer Kammerherr und Hofkavalier in Kirchheimbolanden und ab dem 1. September 1798 als Nachfolger des Georg Friedrich Lesch von Mühlheim Oberstallmeister. 1797 wurde er zum Gouverneur des Erbprinzen Wilhelm ernannt und nach dessen Regierungsantritt zum Geheimer Rat mit dem Charakter Exzellenz befördert. Seit 1816 lebte er mit der Verlegung der Residenz in Biebrich dort. Am 1. Oktober 1830 trat er in den Ruhestand und lebt im Dungern'schen Palais in Weilburg. Das Palais (Frankfurter Straße 13) ließ er 1822 nach Entwurf Friedrich Ludwig Schrumpfs nach dem Vorbild klassizistischer Straßenpalais errichten. Das Gebäude steht unter Denkmalschutz.
Von 1818 bis 1838 war er gewähltes Mitglied der Herrenbank des Landtags des Herzogtums Nassau, und dort nur bis 1836 anwesend.
Er ist in der Heiliggrabkapelle in Weilburg begraben.